# Ель-Джерід
Ель-Джерід (араб. شط الجريد) — велике безстічне, солоне озеро (шот) в центральній частині Тунісу.
Площа озера становить 5000-7000 км², що робить його другим за площею озером в Сахарі після озера Чад. Проте літом коли кількість опадів мінімальна, а температура повітря досягає +50 °C озеро майже повністю випаровується. Також влітку часто спостерігаються міражі.
Рослинність представлена галофітами, близько вадей зустрічаються зарості тамариску та дріку. По краях западин зустрічаються виходи артезіанських вод, навколо яких розташовані оази, в яких з давніх часів культивується фінікова пальма.
Наприкінці 19-го століття було заплановано побудувати канал який би сполучав Шотт-ель-Джерід із Середземним морем, та його так і не вдалося збудувати, оскільки озеро знаходиться вище від рівня моря.
Великі соляні рівнини Ель-Джарід були важливим джерелом фосфатів з моменту відкриття там корисних копалин у 1949 році. Нині ці рівнини перетинає дорога, яка стала маршрутом для туристів, які відвідують пустельні оазиси та внутрішні міста. Тозер (Тавзар) і Нефта (Нафта), головні міста-оазиси на периферії озера, відомі виробництвом фінікової пальми.

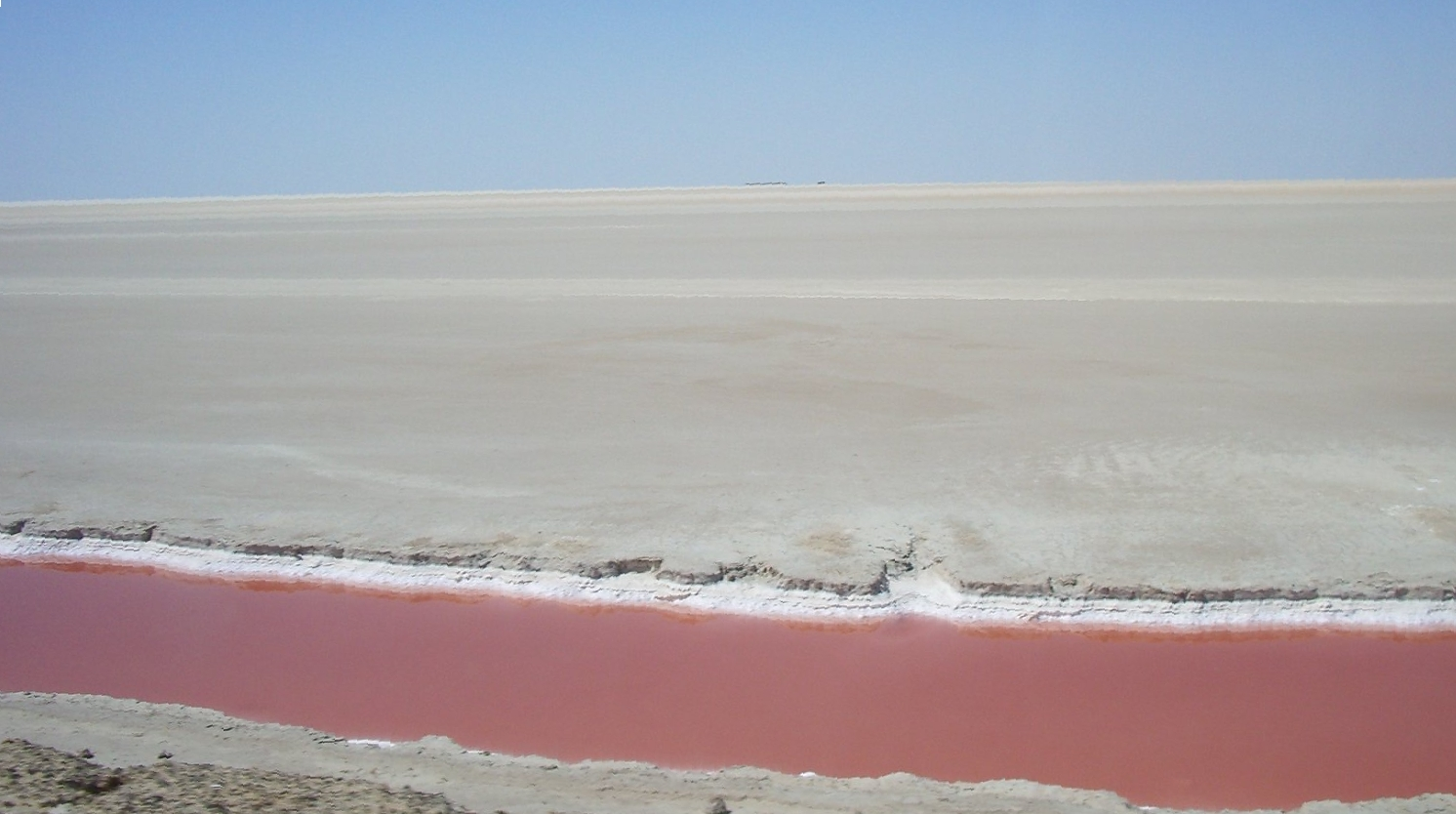
border
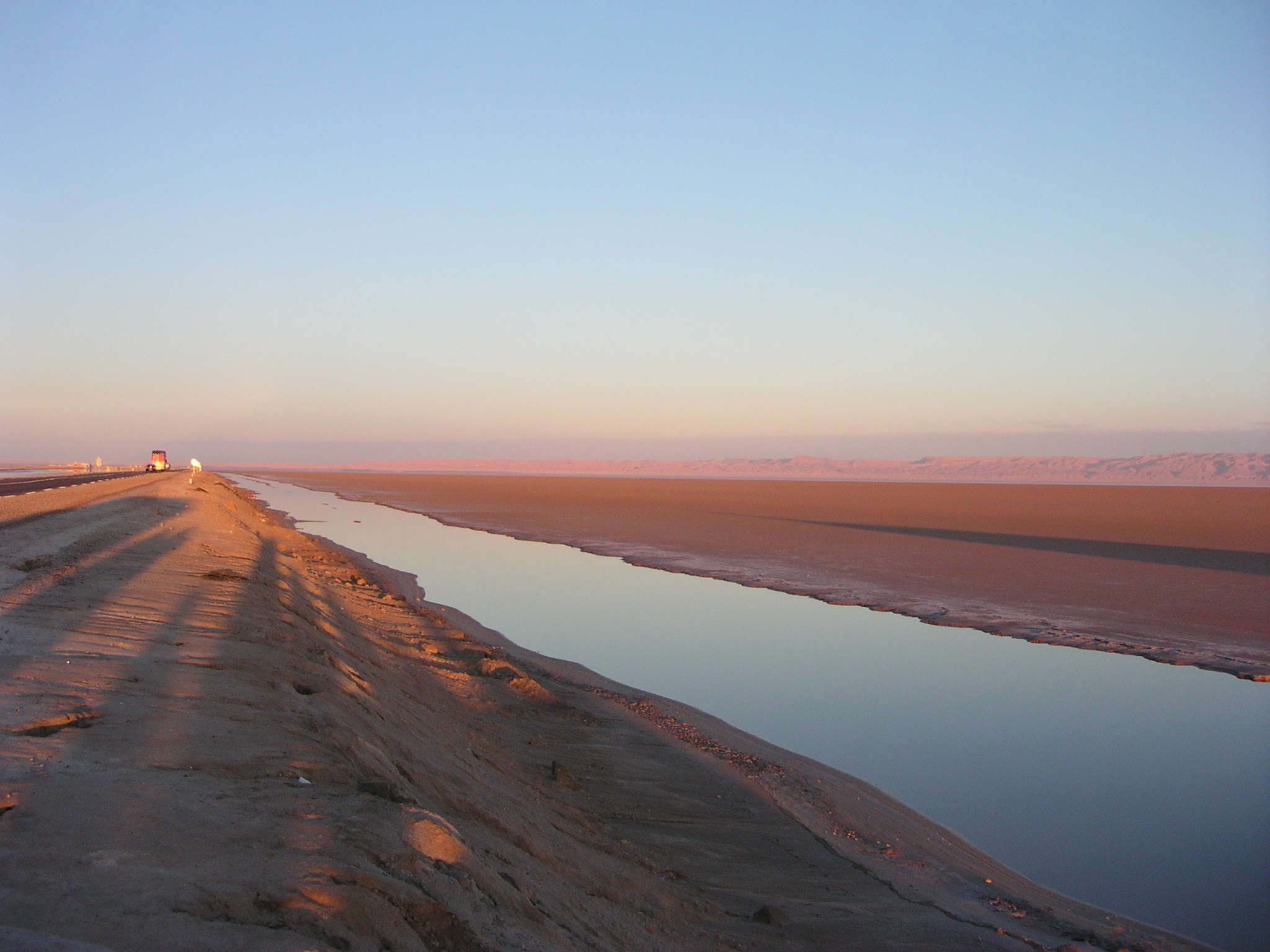
border
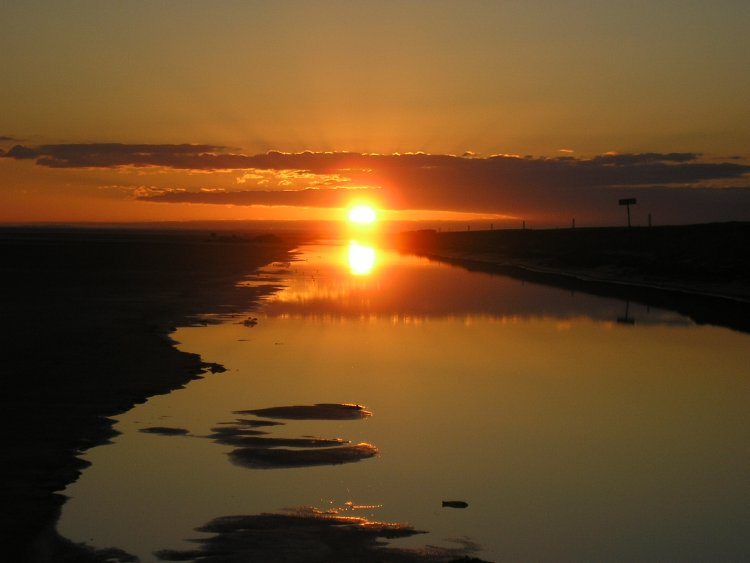
border
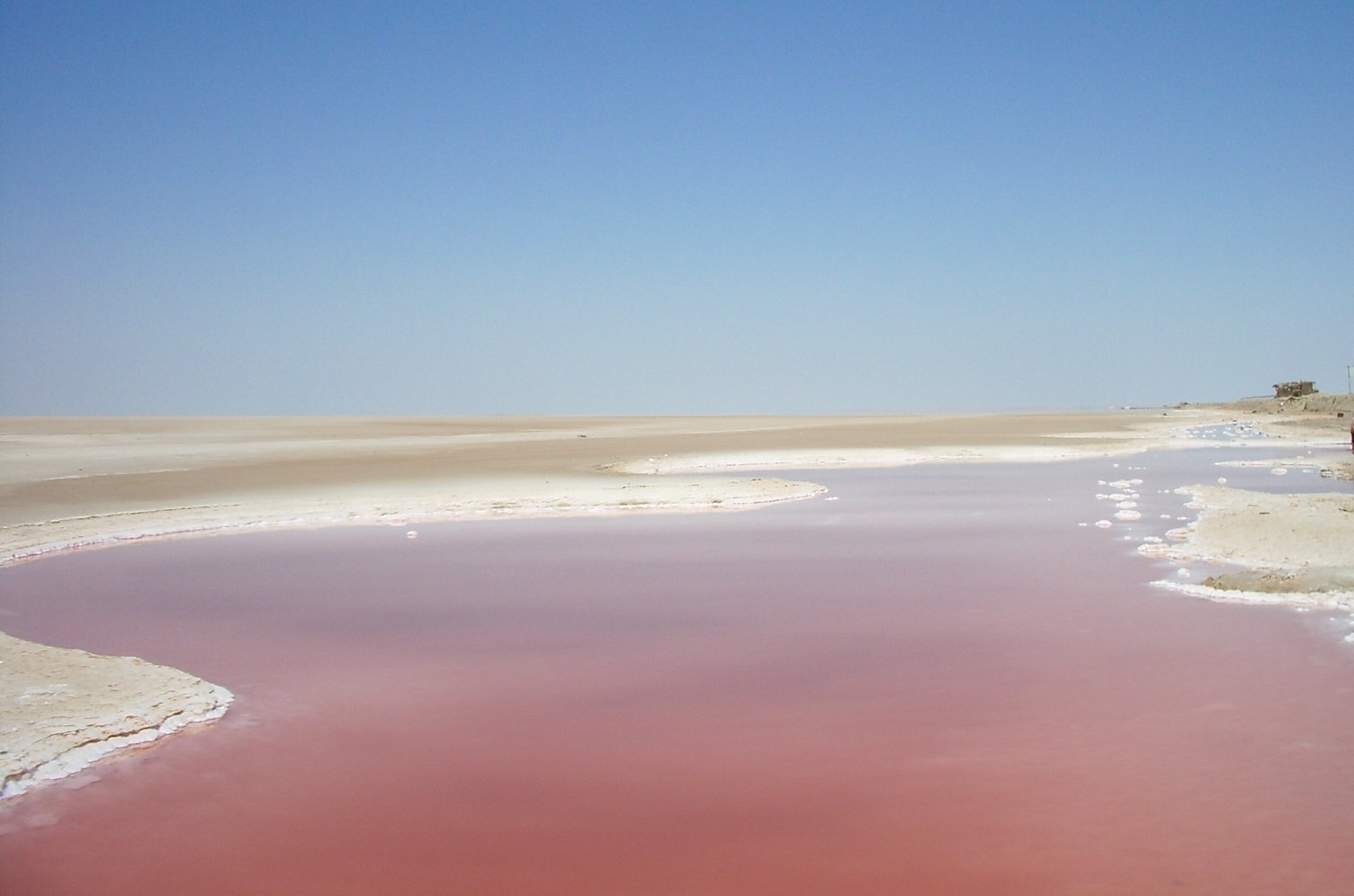
border